# تيريل باكلي
تيريل باكلي (بالإنجليزية: Terrell Buckley)‏ هو لاعب كرة قاعدة أمريكي، ولد في 7 يونيو 1971 في باسكاغولا في الولايات المتحدة.

## وصلات خارجية
- تيريل باكلي على موقع مرجع كرة القدم المحترفة.كوم (الإنجليزية)